# Llei Foral del Basc
La Llei Foral del Basc (en basc Euskararen Foru Legea) de 1986 regula l'estatus del basc o èuscar en les administracions públiques i en l'ensenyament en la Comunitat Foral de Navarra. La Llei va ser aprovada pel Parlament de Navarra i promulgada el 15 de desembre de 1986, desenvolupant l'article 9 de la Llei Orgànica de Reintegració i Amillorament del Règim Foral de Navarra (l'equivalent navarrès del seu estatut d'autonomia):
| « | 2. El basc tindrà també caràcter de llengua oficial a les zones bascoparlants de Navarra. Una llei foral determinarà aquestes zones, regularà l'ús oficial del basc i, en el marc de la legislació general de l'Estat, ordenarà l'ensenyament d'aquesta llengua. | » |

## Debat parlamentari
El debat sobre els drets lingüístics a Navarra es va iniciar sense consens i amb retard si es compara amb altres comunitats autònomes amb llengua pròpia d'Espanya. El projecte va ser debatut en comissió del 12 al 20 de novembre de 1986. Amb la posició favorable inicial del Partit Socialista de Navarra (20 escons) i del Partit Nacionalista Basc (3 escons) (en realitat pertanyents a Eusko Alkartasuna per la recent escissió del PNB). La reticència a aquesta llei procedia d'Unió del Poble Navarrès (13 escons) i a Coalició Popular (composta per Alianza Popular, el Partit Demòcrata Popular i la Unió Liberal) (8 escons). Per la seva banda, Herri Batasuna (6 escons) no participava per decisió pròpia en les institucions i, per tant, no va participar en l'elaboració d'aquesta llei.
Es va portar al ple del parlament el 2 de desembre que va donar la seva aprovació amb 29 vots a favor, 3 en contra i 11 abstencions dels 50 parlamentaris.

## Objectius
D'acord amb l'Amillorament del fur, considera cooficial al basc a les zones bascoparlants, remetent a aquesta Llei Foral del Basc. La Llei considera al basc, al costat del castellà, com llengua pròpia de Navarra en el seu article 2. El seu ús a tota Navarra és definit en els termes de la present llei. Com a objectius essencials de la llei es reconeixen els següents:
| «           | 1. Emparar el dret dels ciutadans a conèixer i usar el basc i definir els instruments per fer-ho efectiu. 2. Protegir la recuperació i el desenvolupament del basc a Navarra, assenyalant les mesures per al foment del seu ús. 3. Garantir l'ús i l'ensenyament del basc conformement a principis de voluntarietat, gradualitat i respecte, d'acord amb la realitat sociolingüística de Navarra. | » |
| — Article 1 | |   |

Per a aquests objectius es divideix al territori en tres zones, la qual cosa comporta uns drets dels seus habitants pel que fa a aquesta llengua. A la Zona bascòfona al basc és cooficial i se li confereix un estatus ampli en ús i aprenentatge, mentre que a la denominada zona mixta el basc no és oficial encara que gaudeix de cert grau de protecció i foment, inferior al de la zona bascòfona. No es preveuen mesures de foment a la zona no bascòfona.
Les varietats dialectals del basc a Navarra seran d'especial protecció (article 1). Encara que no s'especifiquen aquests dialectes, segons la classificació de Koldo Zuazo de 1998, a Navarra hi ha tres dialectes vius: alt-navarrès, navarrès-labortà i central i el baix navarrès, classificada aquesta en dues subvarietats: El salacenc, d'uns pocs centenars de parlants, i el roncalès, l'última parlant del qual va morir en 1991.
S'estableix que la institució consultiva oficial, a l'efecte de l'establiment de les normes lingüístiques, serà l'Euskaltzaindia (article 3).

## Zonificació

### Zona bascòfona

Percentatge de persones que parlen bé el basc (2001). En blanc zones despoblades.

Queda integrada pels termes municipals de: Abaurrea Alta, Abaurrea Baixa, Altsasu, Anue, Araitz, Arantza, Arano, Arakil, Arbizu, Areso, Aria, Aribe, Arruazu, Bakaiku, Basaburua, Vall de Baztan, Beintza-Labaien, Bertizarana, Betelu, Auritz, Ziordia, Donamaria, Etxalar, Etxarri-Aranatz, Elgorriaga, Eratsun, Ergoiena, Vall d'Erro, Esteribar, Ezkurra, Garaioa, Garralda, Goizueta, Uharte-Arakil, Imotz, Irañeta, Ituren, Iturmendi, Lakuntza, Lantz, Larraun, Leitza, Lesaka, Oitz, Olazti, Orbaizeta, Orbara, Roncesvalls, Saldias, Santesteve, Sunbilla, Ultzama, Urdax, Urdiain, Urrotz, Valcarles, Vera de Bidasoa, Vilanova d'Aezcoa, Igantzi, Zubieta i Zugarramurdi. Posteriorment s'afegirien dos més, procedents de la segregació de municipis pertanyents a aquesta zona: Lekunberri i Irurtzun.
En 2007 es trobaven censats en aquesta zona 57.334 habitants. Són 61 municipis petits, dels quals cap supera els 10.000 habitants i que representen, segons dades de 2001, el 47% dels bascoparlants de Navarra, al seu torn el 67,3% de la població total de la zona bascòfona.
En aquesta zona els topònims tindran una denominació oficial en basca, tret que existeixi denominació diferent en castellà, en aquest cas s'utilitzaran ambdues.
Els ciutadans en aquesta zona, poden escollir l'idioma d'interlocució amb les administracions navarreses, i si hi hagués diversos interlocutors, la que acordin entre si. En l'àmbit dels llocs de treball i oposicions l'administració especificarà les places per les quals sigui preceptiu el coneixement del basc. Per a la resta de places, aquest coneixement es considerarà com a mèrit qualificat.
Quant a l'ensenyament els alumnes rebran l'ensenyament en la llengua oficial que triï la persona que tingui atribuïda la pàtria potestat o tutela o, si escau, el mateix alumne. En els nivells educatius no universitaris serà obligatori l'ensenyament del basc i del castellà, de tal manera que els alumnes, al final de la seva escolarització bàsica, acreditin un nivell suficient de capacitació en ambdues llengües. S'eximeix de l'ensenyament del basc als quals hagin iniciat els seus estudis d'Educació General Bàsica fos de la zona o aquells que hi justifiquin degudament la seva residència no habitual.

### Zona mixta
Queda integrada pels termes municipals de: Abartzuza, Aranguren, Antsoain, Agoitz, Artzi, Atetz, Barañain, Burgui, Burlada, Ziritza, Zizur Zendea, Etxarri, Etxauri, Vall d'Egues, Ezkaroze, Espartza-Zaraitzu, Lizarra, Ezkabarte, Garde, Goñi, Gorza, Gesalatz, Uharte, Isaba, Itza, Itzaltzu, Jaurrieta, Juslapenya, Lezaun, Lintzoain, Otsagabia, Odieta, Olaibar, Oltza, Ollaran, Orontze, Orotz-Betelu, Pamplona, Puente la Reina, Roncal, Jaitz, Sartze, Urzainki, Uztarroze, Bidankoze, Bidaurreta, Atarrabia, Vall d'Ierri i Zabaltza. Posteriorment per segregació de municipis s'hi afegirien també: Berriobeiti, Berriozar, Orkoien i Zizur Major.
Es tracta de 49 municipis amb 337.471 habitants en 2007. En ella, segons dades del 2001, es troba el 47% de la població bascoparlant de Navarra, al seu torn el 18,4% de la població total de la zona mixta.
La denominació oficial serà l'existent en el moment de promulgar-se la llei (d'origen romanç o castellanitzat), tret que existeixi una denominació diferent, originària i tradicional en basca, en aquest cas s'utilitzaran ambdues. Aquest procés no ha estat senzill en tots els casos. Per exemple, Orcoyen la va modificar per adoptar la grafia basca Orkoien, encara que va caldre una sentència del Tribunal Superior de Justícia de Navarra per autoritzar la inscripció en basc.
En aquesta zona els ciutadans tenen dret a utilitzar el basc. L'administració podrà considerar en quins llocs de treball és preceptiu i si es considera com a mèrit per al lloc. En la pràctica no ha puntuat com a mèrit en la majoria de les oposicions des que es va promulgar la llei. D'altra banda, cal assenyalar que sí que puntua el coneixement del francès, anglès o alemany, com a llengües de treball de la Unió Europea (s'aplica a les tres zones).
S'impartirà l'ensenyament en basc pels qui ho sol·licitin expressament, implantant-se de forma gradual si hi ha demanda.

### Zona no bascòfona
Integrada pels termes municipals no pertanyents a les zones anteriors. Segons el cens de 2007, habiten aquesta zona 218.563 persones. Segons les dades de 2001, en aquesta zona s'hi troba el 6% de la població bascoparlant de Navarra, que representa el 6,8% de la zona no bascòfona.
Aquí els ciutadans tenen dret a dirigir-se en basc a les administracions públiques de Navarra, però aquestes podran requerir als interessats la traducció al castellà o utilitzar els serveis de traducció.
L'ensenyament del basc serà recolzat i, si escau, finançat totalment o parcialment pels poders públics amb criteris de la seva promoció i foment, d'acord amb la demanda. En aquesta zona no existeix ensenyament públic en basc i els alumnes que desitgen l'ensenyament en basc, a les zones properes a la mixta s'hi desplacen, mentre que en les més allunyades acudeixen a ikastolak, que estan concertades amb l'administració foral des de 2006.

## Mitjans de comunicació social
En l'articulat de la llei (articles 27 i 28) s'expressa com a obligatori per al Govern de Navarra la promoció, ajuda econòmica i garantia d'una presència adequada del basc en els mitjans de comunicació social, ja sigui en televisió, ràdio o altres mitjans d'expressió cultural i artística.

## Desenvolupament de la llei
En la major part d'aquests anys, els responsables del seu desenvolupament han estat els governs d'Unió del Poble Navarrès (UPN), bé en solitari o en coalició amb Convergència de Demòcrates de Navarra (CDN). D'aquests, només durant quatre va estar sota la responsabilitat del Partit Socialista de Navarra (PSN), període precisament en el qual es va aprovar la llei, es va crear la Direcció general de Política Lingüística del Govern de Navarra i es van aprovar els models d'ensenyament bilingüe a Navarra (1988).
La posició d'UPN, com a responsable d'aquest desenvolupament, és la de suport al basc però garantint en tot moment la igualtat d'oportunitats en l'accés a les places, per la qual cosa propugnen que aquest no ha d'estar discriminat pel coneixement o desconeixement del basc.
Com aquesta llei només considera cooficial al basc a la zona bascòfona el govern espanyol només va analitzar, en el seu informe sobre el compliment de la Carta Europea de les Llengües Regionals o Minoritàries del Consell d'Europa, la zona bascòfona, deixant fos la zona mixta, en la qual existeix un nombre de parlants de basc inferior en percentatge però equiparable en nombre al de la bascòfona.

### Legislació reguladora del basc

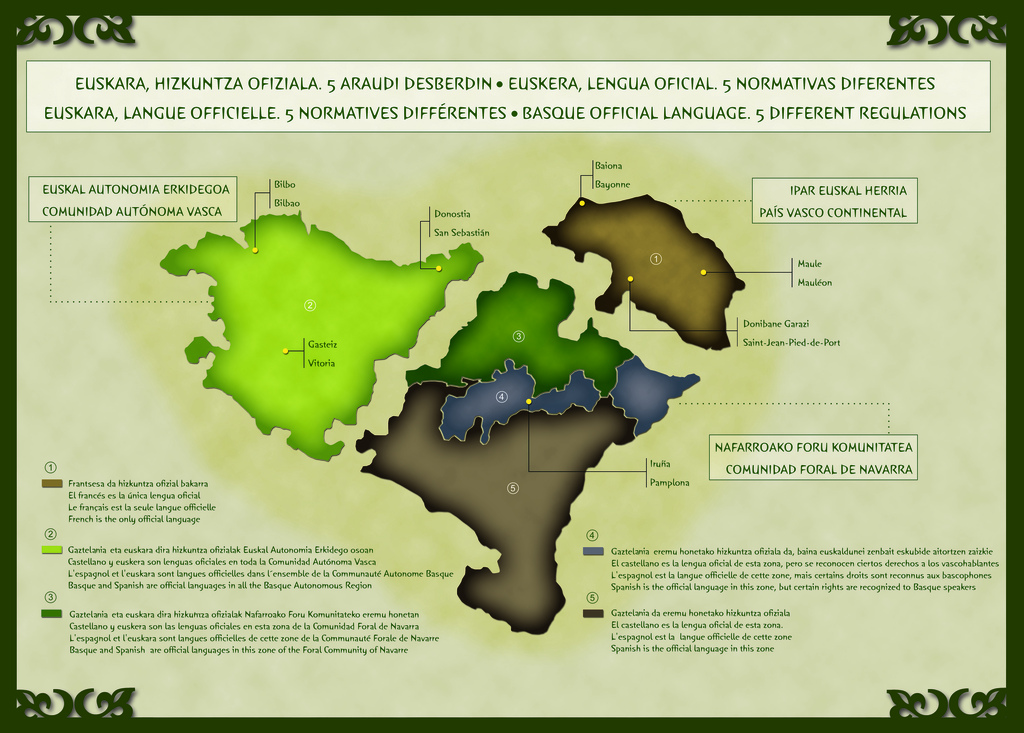
Oficialitat del basc als territoris on es parla

#### Decret Foral 70/1994, de 21 de març.
Aquest Decret regulava el mecanisme administratiu de l'ús del basc dels serveis centrals de la Comunitat Foral de Navarra. A més s'assignava a l'euskara un lloc institucional i es regulava la preceptivitat i valoració de l'euskara en l'accés als llocs de treball i l'acompliment dels mateixos tant a la zona bascòfona com a la mixta. Aquest decret no es va arribar a desenvolupar, ja que va ser substitutiu pel Decret Foral 135/1994, quatre mesos després. La causa va ser que membres del mateix partit que l'havia realitzat (UPN) considerava que tenia aspectes anticonstitucionals o contraris a l'ordenament jurídic, alguna cosa que no va ser confirmat per l'Assessoria Jurídica.

#### Decret Foral 135/1994, de 4 de juliol.
Modificava l'anterior, rebaixant diverses disposicions. En la pràctica equiparava la zona mixta a la zona bascòfona. Establia els circuits administratius bilingües, la imatge institucional i l'exigència i valoració del basc per accedir a llocs de l'Administració. L'aprovació de tal decret va generar una àmplia polèmica suscitant rebuig fins i tot en el mateix partit que sostenia al Govern de Navarra per considerar-se que amb ell s'apostava per la generalització de la necessitat de comptar amb coneixement del basc per exercir llocs de treball en la funció pública seguint el model implantat en l'administració de la Comunitat Autònoma Basca privilegiant d'aquesta manera l'accés de la població *euskaldún a la funció pública en detriment de la població castellanoparlant fallint així la igualtat en l'accés a l'ocupació pública. Davant aquest rebuig ja pesar de no ser formalment derogat, la seva aplicació pràctica va ser congelada fins a ser substituït pel Decret Foral 372/2000.

#### Decret Foral 372/2000, d'11 de desembre.
La Zona mixta s'equipara a la zona no bascòfona. Es limita la cooficialitat de la zona bascòfona. Desapareixen els circuits administratius bilingües que no es van arribar a engegar.
A la zona mixta es decretava la supressió de rètols bilingües, la substitució dels senyals viaris bilingües per unes altres només en castellà i altres disposicions de similars. Es limita el coneixement de l'euskara exclusivament “per als llocs de treball dedicats funcionalment a tasques de traducció castellà-basc”, no només en l'àmbit de la zona mixta, sinó també de la zona bascòfona. S'empra el mateix barem de valoració de l'euskara, a la zona bascòfona, amb les llengües estrangeres (el francès, anglès i alemany). A més aquestes és obligatori valorar-les com a mèrit, mentre que el basc només quan així es decideixi.

#### Decret Foral 139/2001 de 4 de juny
Aquest afecta el Servei Navarrès de Salut en el qual es fa desaparèixer el requisit del coneixement de l'euskara a totes les places de sanitaris, inclosa la zona bascòfona.

#### Decret Foral 29/2003 de 10 de febrer
Elaborat per substituir al Decret Foral 372/2000 una vegada que aquest va ser anul·lat pels tribunals per defectes de procediment. Recull essencialment les mateixes disposicions del decret foral anul·lat i fou igualment impugnat pels ajuntaments d'Izaba i Pueyo, ELA, Kontseilua, així com per la Mancomunitat de Malerreka. El Tribunal Superior de Justícia de Navarra en diverses sentències ratificades pel Tribunal Suprem va declarar conforme a la legalitat el Decret Foral 39/2003 anul·lant únicament els articles referents a tres aspectes menors del decret foral. Aquests tres punts es referien a l'obligació dels òrgans de l'administració foral radicats a la zona mixta de notificar als ciutadans residents a la zona bascòfona en format bilingüe (el decret foral establia un format en castellà), a la improcedència que mitjançant un decret foral s'establís la prohibició que les persones que haguessin ingressat en la funció pública per a places per les quals el coneixement del basc fos preceptiu poguessin optar després a places per les quals el basc no fos preceptiu (el que ocasionaria el que s'hagués d'elevar a rang legal tal mesura) i la prohibició que en els barems de mèrits d'accés a llocs de treball de la funció pública la valoració del basc fos determinada amb relació a l'anglès, francès i alemany (el que motivaria l'adopció d'un nou decret foral específic per regular la valoració del basc en la funció pública en la qual s'incrementaven amb caràcter general els percentatges de pes de la valoració del coneixement del basc en els barems de mèrits a les zones bascòfona i mixta, eliminant tota limitació de la valoració en relació als idiomes comunitaris).
D'altres crítiques fan referència als mitjans de comunicació. Així, s'esmena que Euskalerria Irratia, l'única emissora que emet íntegrament en euskera de l'àrea metropolitana de Pamplona (on es concentra la major densitat de la població euskaldun de Navarra), creada el 1988, segueix sense ser legalitzada, i sense suport econòmic de l'administració foral.

### Crítiques
Tot i que ha estat una de les lleis forals que més temps ha estat sense modificar-se i de comptar amb el suport majoritari dels partits polítics navarresos amb representació parlamentària, el seu desenvolupament pel Govern de Navarra ha estat molt qüestionada pels sectors basquistes i nacionalistes bascos de la comunitat foral i pels sectors que treballen en l'àmbit de l'euskera, que denuncien les carències d'aquesta llei per a les finalitats proposades de fomentar el coneixement i l'ús de l'euskera, impugnen judicialment el seu desenvolupament reglamentari i reclamen l'oficialitat de l'euskera a tota Navarra.
La mateixa Euskaltzaindia nomenada institució consultiva oficial per la Llei Foral del Basc, ha denunciat sovint les normes legals contràries als principis de respecte als drets humans, protecció de la llengua basca, progressivitat en el seu desenvolupament, no discriminació per raó de llengua i cooficialitat del basc en la Comunitat Foral de Navarra; i manifesta la seva profunda preocupació perquè es divideix a Navarra en zones lingüístiques «de manera arbitrària i sense cap relació amb els usos de la legislació comparada en matèria de política lingüística». Respecte al Decret Foral 29/2003, critica els següents aspectes:
- Modula de forma restrictiva els objectius essencials establerts en la Llei Foral del Basc 18/1986, especialment en el referent «al dret dels ciutadans a conèixer i usar el basc» i a «protegir la seva recuperació i desenvolupament a Navarra, assenyalant les mesures per al foment del seu ús».
- Elimina una sèrie de referències que incloïa el Decret Foral 135/1994, al que substitueix. S'ometen, entre d'altres, els següents continguts:

1. Que «el basc és llengua pròpia de Navarra».
2. La referència a la Carta Europea de les Llengües Regionals o Minoritàries del Comitè de Ministres del Consell d'Europa de 25 de juny de 1992, signada aquest mateix any, entre altres estats membres, per l'espanyol, el qual, a més, el va ratificar en el 2001.
3. El comès exprés de la «Direcció general de Política Lingüística per actuar d'òrgan coordinador entre els Departaments de l'Administració de la Comunitat Foral de Navarra pel que fa a l'elaboració de la planificació lingüística», i a la seva col·laboració en la «elaboració de la planificació lingüística de les entitats locals i altres administracions públiques», així com referent a l'establiment dels «circuits administratius bilingües que garanteixin suficientment la prestació dels seus serveis en basc quan l'usuari així ho requereixi» en els serveis centrals de la Comunitat Foral de Navarra de la zona mixta.
4. Les referències concretes a «es redactarà de forma bilingüe» o «es tendirà a la redacció de forma bilingüe» en documents, impresos, imatge, avisos, publicacions, etc. a la zona mixta.
5. La preceptivitat del coneixement del basc per a l'accés a determinats llocs de treball i la possibilitat de concursar des de la zona bascòfona a altres zones de Navarra. Així mateix, elimina o rebaixa la valoració percentual del coneixement del basc per a l'accés a llocs de treball en l'Administració Foral de Navarra i per a concursos posteriors.

Existeixen també informes crítics respecte a la política lingüística de Navarra per organismes internacionals. Així, existeix la significativa desautorització de l'informe del comitè d'experts del Consell d'Europa sobre l'aplicació a Navarra de la Carta Europea de les Llengües Regionals o Minoritàries de 2005 on es va assenyalar que molts dels compromisos adquirits per Espanya mitjançant la signatura de la Carta no són complerts a Navarra o no és possible avaluar-los en mancar-se d'informació sobre aquest tema. El Consell també va recomanar ampliar el grau de protecció del basc a la zona mixta (ja que aquest informe analitza exclusivament la situació on el basc és cooficial, la bascòfona). En l'informe que va realitzar el 2008 torna a incidir en els incompliments en l'atenció bilingüe en l'Administració estatal i foral (on en Sanitat i Educació al marge només el 4,7% dels funcionaris són euskalduns per perfil), tribunals i especialment, mitjans de comunicació (segueix sense existir suport als diferents mitjans en basc com és el cas de la ràdio Euskalerria Irratia). Valora com a pas positiu la creació de l'Institut Navarrès del Basc (Euskarabidea) i els contactes amb la comunitat autònoma del País Basc.
En 2006, el Tribunal Suprem confirmà la sentència del Tribunal Superior de Justícia de Navarra que anul·là el Decret Foral 372/2000 sobre l'ús de l'euskera a les Administracions Públiques, del que es derivava l'anul·lació del Pla d'Actuació per a l'aplicació de la normativa sobre l'ús del basc a la Zona Mixta, aprovat pel Govern foral el 2001, també anul·lat. La sentència es fonamentava en defectes de procediment. Aquest decret, d'acord amb els seus crítics, limitava el seu ús administratiu de l'euskera, i en la pràctica convertia en no bascòfona la zona mixta.
L'Euskara Kultur Elkargoa, una fundació navarresa que el seu objectiu és "donar a conèixer, desenvolupar i estendre la llengua i la cultura basques a Navarra així com el defensar els drets reconeguts a la comunitat bascoparlant" amplia les crítiques al Govern de Navarra en una sèrie d'informes sobre l'aplicació a Navarra de la Carta Europea de les Llengües Regionals o Minoritàries, la segona edició de les quals es va publicar el 2007. En aquest informe assenyala una sèrie de problemes, tant en l'educació (promoció del sistema British, en els quals la llengua vehicular és el castellà, utilitzant l'anglès com a llengua vehicular del 30 o 40% de les assignatures, que competiria amb el model educatiu D, en el qual el basc és llengua vehicular exclusiva), com en els mitjans de comunicació o en la utilització per les administracions del basc. També denuncia que el fet de no incloure la zona mixta en l'informe espanyol sobre la ratificació de la Carta Europea deixa fora la major part dels bascoparlants de Navarra.
Eugenio Arraiza, secretari i vicepresident de l'EI-SEV a Navarra, durant una jornada organitzada per Euskara Kultur Elkargoa en Pamplona el 12 de novembre de 2004 es va referir a un altre problema relacionat amb l'assessorament sociolingüístic de la llei. Per a l'estudi previ a la qual seria Llei Foral 18/1966 del Basc "el Govern de Navarra va buscar un sociòleg, en concret va parlar amb Txepetx", però desgraciadament "no es van posar d'acord". En opinió d'Arraiza, José María Sánchez Carrión "Txepetx" "al final no va estar d'acord perquè va veure que no tenia cap garantia que el treball que feia es plasmaria en un text legal."

## Propostes de modificació
En 1995 Partit Socialista de Navarra (PSN-PSOE) i Eusko Alkartasuna (EA) van presentar al Parlament una proposta per modificar aquesta llei que, en la pràctica, suposava la desaparició de la zona no-bascòfona i la seva assimilació a la Zona mixta. Amb això es possibilitava un bilingüisme funcional per tota Navarra. No es va adoptar per la falta de suport d'Unió del Poble Navarrès (UPN), ni d'Herri Batasuna (HB) (que pretenia la cooficialitat per tota Navarra).
Posteriorment, al març de 2000, la plataforma Oinarriak, que agrupa a organitzacions polítiques, sindicals, socials i culturals, va presentar al Parlament de Navarra més de 48.000 signatures per demanar una nova Llei del Basc que reconegués la seva cooficialitat, sense èxit.
En 2008 es va dur a terme una proposta de modificació de petit abast que encara que va obtenir la majoria al Parlament de Navarra, no va progressar al no aconseguir la majoria necessària. Arran d'una enquesta del Govern de Navarra en la qual el 71% de la població dels municipis de Beriain, Aranguren, Noain (Elortzibar) i Galar (els únics municipis de la Cuenca de Pamplona pertanyents a la zona no bascòfona) desitjaven incorporar-se a la zona mixta es va plantejar el canvi. Aquesta enquesta va ser qüestionada pels partits del govern Unió del Poble Navarrès (UPN) i Convergència de Demòcrates de Navarra (CDN).
A l'abril de 2008 una comissió del Parlament de Navarra va aprovar per primera vegada una modificació de la Llei Foral del Basc amb l'ampliació de la zona mixta als citats municipis. La proposta va rebre el suport de Nafarroa Bai (NaBai), Partit Socialista de Navarra (PSN) i Esquerra Unida de Navarra (IUN) i comptava amb el rebuig dels partits governamentals (UPN i CDN) per "no existir un ampli consens". En ser portada al ple el 8 de maig, va ser rebutjada per precisar majoria absoluta i trobar-se un parlamentari de NaBai absent, decaient la llei en obtenir 25 en lloc dels 26 vots preceptius. Aquesta absència era coneguda per tots els grups, però ni UPN, ni CDN, ni PSN van admetre l'ajornament.
Després del decaïment del projecte es va plantejar tornar a presentar-ho en el nou període de sessions que s'iniciava al setembre de 2008. No obstant això, durant l'estiu el PSN havia celebrat el seu congrés i aprovat un punt programàtic en el que exigia, per poder realitzar un canvi de zona, que l'ajuntament del municipi afectat ho aprovés per majoria absoluta. Aquesta restricció faria inviable la modificació en alguna de les localitats (com Noain, amb majoria absoluta d'UPN) mentre que en unes altres, tal limitació dependria del seu propi vot. Davant la realització d'un nou estudi sociolingüístic de Navarra, ja encarregat pel Govern de Navarra, el PSN va declarar que esperaria a aquestes conclusions per plantejar-se els canvis en la llei. En Beriain, on el vot del PSN és decisiu, el ple decidí en setembre ajornar aquesta incorporació. Els plens dels ajuntaments d'Aranguren i Galar, a principis d'octubre, sol·licitaren la seva inclusió en la zona mixta, amb l'única oposició d'UPN.
El 24 de setembre de 2009 el Parlament de Navarra va aprovar admetre a tràmit una possible ampliació de la zona mixta per la Cuenca de Pamplona que afectaria als municipis de Beriain, Noain, Aranguren i Galar si així ho sol·licités cadascun per majoria absoluta dels seus regidors. Va ser a proposta d'Esquerra Unida de Navarra i recolzat per Nafarroa Bai i el Partit Socialista de Navarra, amb l'oposició d'Unió del Poble Navarrès i l'abstenció de Convergència de Demòcrates de Navarra. Aquest desacord entre UPN i CDN portà a la ruptura de govern de coalició entre ambdues forces i a l'expulsió del govern de CDN pel soci majoritari, UPN.
En el ple del Parlament navarrès del 18 de febrer de 2010 es va aprovar la modificació de la llei per primera vegada, amb els vots favorables de NaBai, PSN, CDN i IU i en contra d'UPN. En ella tenen la possibilitat d'incorporar-se a la zona mixta els municipis d'Aranguren, Belaskoain (aquesta proposta del PSN, i substituint Beriain), Galar i Noain (Elortzibar), si així ho decideixen els seus plens per majoria absoluta.
El 17 de febrer de 2011 el ple del Parlament de Navarra va rebutjar una proposició de llei foral presentada per Nafarroa Bai que demanava la substitució de la Llei Foral del Basc per una nova llei foral del basc que disposés l'oficialitat del basc en tot el territori navarrès. La proposició va ser rebutjada per 36 vots contra 14 rebent únicament el suport d'IUN-NEB a més de la del grup parlamentari proponent. En ocasió del debat de la proposició els portaveus dels grups que formen la majoria de l'arc parlamentari i que van rebutjar la proposició van declarar el seu suport al manteniment de la Llei Foral del Basc per ser instrument adequat per a la protecció i defensa del basc.